# Girolamo Verospi
Girolamo Verospi (ur. w 1599 w Rzymie, zm. 5 stycznia 1652 w Osimo) – włoski kardynał.

## Życiorys
Urodził się w 1599 roku w Rzymie, jako syn Ferdinanda Verospiego i Giulii de’ Massimi. W młodości wstąpił do Kurii i został audytorem Roty Rzymskiej. 16 grudnia 1641 roku został kreowany kardynałem prezbiterem i otrzymał kościół tytularny Sant’Agnese in Agone. 10 lutego 1642 roku został wyrany biskupem Osimo, a 27 kwietnia przyjął sakrę. Zmarł 5 stycznia 1652 roku w Osimo.